# Zawadzkie (gmina)
Zawadzkie est une gmina mixte du powiat de Strzelce Opolskie, Opole, dans le sud-ouest de la Pologne. Son siège est la ville de Zawadzkie, qui se situe environ 19 km au nord-est de Strzelce Opolskie et 40 km à l'est de la capitale régionale Opole.
La gmina couvre une superficie de 82,24 km2 pour une population de 12 874 habitants.

## Géographie
Outre la ville de Zawaszkie, la gmina inclut les villages de Kielcza et Żędowice.
La gmina borde les gminy de Dobrodzień, Jemielnica, Kolonowskie, Krupski Młyn, Pawonków et Wielowieś.